# Lipodissolution
 (juillet 2016).
La lipodissolution est une technique visant à diminuer l'épaisseur du tissu graisseux sous-cutané par le biais d'injection de sérum physiologique dilué.

## Historique
Des professionnels de la chirurgie esthétique ont travaillé sur la lipodissolution, par exemple les docteurs Vilain et Illouz. Néanmoins, ces essais n'ont pas été couronnés de succès.
En 1992 le docteur Zocchi associe à sa canule d'ultrasons un protocole utilisant une infiltration par un sérum dilué à 50 %. À partir de 1995, le docteur Bernstein entreprend les premiers traitements sur deux sites.
L'efficacité ayant été obtenue, un brevet protégeant la méthode fut déposé en 1997 par le Dr Bernstein. L'Anvar lui décerne le prix de l'innovation (concours Allègre)[réf. nécessaire].
Les termes utilisés pour désigner ces techniques se sont multipliés. Le terme « lipodissolution » est utilisé par le docteur Hoefflin de manière synonyme au terme « hypo osmolar treatment » (techniques hypo osmolaires) tandis que le terme « lipotomie » est déposé comme nom de marque par le docteur Bernstein.
Depuis deux ans[Quand ?], plusieurs techniques utilisant un principe analogue ont vu le jour. La lipo adipectomie qui associe une lumière IFR particulière à des injections associant la lécithine de soja et des massages. La Lipotomy AQP apporte des résultats[réf. nécessaire]. Le terme est déposé et la technique brevetée par le Dr Thierry Pirmez. En 2002, avec son équipe, il part des travaux du Pr Peter Agre (1992), de l'université Johns-Hopkins, sur l'aquaporine – travaux récompensés par un prix Nobel de chimie en 2003. Le Dr Pirmez met au point une formulation de liquide d'infiltration.
Le concept de base reprenait l'action de l'osmolarité, potentialisée par l'usage d'agent facilitateur. La technique était enregistrée auprès des autorités sanitaires européennes (marquage CE).